# Oberbefehlshaber der Seestreitkräfte
Der Oberbefehlshaber der Seestreitkräfte (O. d. S.) wurde im Herbst 1923 als selbstständiges Flottenkommando der Reichsmarine eingerichtet.

## Geschichte
Am 26. September 1923 hatte der Chef der Marineleitung eine Neuordnung der schwimmenden Verbände der Reichsmarine beauftragt. Die Einrichtung des Oberbefehlshabers der Seestreitkräfte war erforderlich geworden, weil nach dem Ende des Ersten Weltkriegs die Anzahl der Indienststellungen von Kriegsschiffen stieg und eine eigene Organisation sinnvoll wurde.
Die Einrichtung des O. d. S. erfolgte am 15. Oktober 1923. Ihm wurde auch die Linienschiffsdivision unterstellt. Die Unterstellung der Dienststelle erfolgte unter den Chef der Marineleitung und die zwei Befehlshaber der Seestreitkräfte wurden der Dienststelle unterstellt. Hierdurch war die Unterstellung der Seestreitkräfte unter die jeweiligen Stationskommandos (Marinestation der Nordsee und Marinestation der Ostsee) beendet.
Mit Abschluss des Herbstübung 1923 übergab der O. d. S. an seinen Nachfolger, welcher die Übung vom 29. September bis 5. Oktober 1924 leitete.
Am 1. April 1925 folgte aufgrund des Einsatzes des Chefs der Marineleitung, dem ehemaligen Oberbefehlshaber der Seestreitkräfte Zenker, eine erneute Umgliederung der Seestreitkräfte und der O. d. S. wurde Flottenchef. Die neue Dienststellung wurde als Flottenkommando bezeichnet.

## Gliederung
- Linienschiffsdivision
- Befehlshaber der leichten Seestreitkräfte der Ostsee (B. I. O.) in Kiel
- Befehlshaber der leichten Seestreitkräfte der Nordsee (B. I. N.) in Wilhelmshaven

## Oberbefehlshaber
- Vizeadmiral Hans Zenker: von der Aufstellung Ende 1923 bis Oktober 1924
- Konteradmiral/Vizeadmiral Konrad Mommsen: von 1924 bis zur Auflösung im April 1925, anschließend Flottenchef

## Chef des Stabes
- Fregattenkapitän/Kapitän zur See Eduard Eichel

## Bekannte Personen (Auswahl)
- Korvettenkapitän Alfred Saalwächter: Erster Admiralstabsoffizier